# 密花水锦树
密花水锦树（学名：Wendlandia myriantha）为茜草科水锦树属下的一个种。

## 扩展阅读
- 維基物種上的相關：密花水锦树